# Thomas Ahearn
Thomas Ahearn (24 juin 1855 – 28 juin 1938) est un homme d'affaires et ingénieur électricien né et mort à Ottawa (Ontario) au Canada. Il a joué un rôle central dans la modernisation d'Ottawa, la transformant en une capitale moderne et industrialisée à la fin du XIXe  et au début du  XXe siècle. Ahearn est surnommé le « Roi de l'électricité ».
Thomas a montré un vif intérêt pour la télégraphie et l'électricité dès son plus jeune âge, malgré son expulsion du College of Ottawa pour mauvaise conduite. Il a travaillé pour Montreal Telegraph, puis Bell Telephone, où il a réalisé le premier appel téléphonique longue distance avec un appareil qu'il a fabriqué lui-même.
En 1881, avec son ami d'enfance Warren Soper, ils ont créé Ahearn & Soper Telegraphy and Electric Light Contractors. Leur entreprise a été responsable de l'électrification d'Ottawa, y compris l'installation des premières lumières électriques dans la Chambre des communes. La collaboration entre Ahearn et Soper a été si fructueuse qu'ils ont été surnommés les « Edisons du Canada ».
En 1884, il a présenté l'invention du four et de la cuisinière électriques en préparant un repas pour des journalistes à l'Hôtel Windsor à Ottawa. Cette même année, il s'est marié à Lilias MacKey Fleck, avec qui il a eu un fils et une fille. Malheureusement, Lilias est décédée en donnant naissance à leur fille.
Ahearn est également l'inventeur de la chaufferette électrique pour automobile et est également le premier à instaurer un service téléphonique à Ottawa.
Ahearn et Soper ont continué à innover, introduisant les tramways électriques à Ottawa, développant des quartiers autour des nouvelles lignes de tramway, et installant des chauffages électriques dans les tramways. Ahearn a également été un inventeur prolifique, détenant près de trente brevets au Canada et aux États-Unis.
Il a entretenu des relations étroites avec des figures politiques telles que Wilfrid Laurier et Mackenzie King. Ahearn a été nommé au Conseil privé et a joué un rôle clé dans le développement des parcs et routes d'Ottawa.
Thomas Ahearn est décédé en 1938, mais son héritage perdure à Ottawa.